# Salem (groupe)
Pour les articles homonymes, voir Salem.
Salem est un groupe de musique de Traverse City et Chicago dans le Midwest, originellement trio composé de John Holland, Jack Donoghue et Heather Marlatt et devenu duo à la sortie de l'album Fires in Heaven en 2020 sans cette dernière. Le premier EP du groupe, Yes I Smoke Crack est sorti durant l'été 2008 et gagne rapidement en popularité.

## Biographie
John grandit au sein d'une famille enseignant la musique et apprend le piano à l'âge de cinq ans. Il rencontre Heather, également originaire de Traverse City, alors qu'ils suivent des études au Centre des arts d'Interlochen (en). 
Plus tard, il fait la connaissance de Jack à Chicago alors que celui-ci s'adonne au Chicago Juke. Faisant aussi de la musique de son côté, il se joint à lui pour créer des rythmiques. Heather, vivant avec John à cette période se mêle naturellement au groupe et Salem est formé en 2006. 
En 2008, sort Yes, I smoke crack, EP inaugurant le nouveau label Acéphale. L'EP Water sortira la même année sur le label Merok. Pitchfork décrit un groupe prometteur au style distinctif. 
En 2010, ils sortent leur premier album King Night qui selon Libération explose les barrières, les émotions et les normes et constitue une parfaite et impressionnante introduction à ce genre élusif [qu'est la witch house] pour Les Inrockuptibles. Il est classé dans la liste des albums de l'année établie par NME qui lui avait déjà attribué une note de presque parfaite dans sa chronique.
Avant 2012, ils ont réalisé une dizaine de mixtapes.
En 2010, ils se produisent aux Transmusicales et au SXSW.
En mai 2020, ils présentent sur la radio NTS le mix Stay Down qui dévoile le titre "Capulets" présent sur l'album  
Fires in Heaven.
Le 30 octobre 2020 le groupe lance leur premier album en 10 ans: Fires in Heaven. Simultanément en lançant le disque, Heather Marlatt quitte l'aventure et Salem devient un duo. Le groupe a travaillé pour cet album avec l'artiste Shlohmo pour la production.

## Membres
Actuels
- John Holland : chant, textes, claviers, guitare
- Jack Donoghue : chant (rap), rythmiques

Anciens membres
- Heather Marlatt : chant, textes, composition

## Style musical
Des sonorités inspirées de DJ Screw et des allusions au shoegaze sont évoquées par plusieurs médias, dont Libération qui ajoute des références à Nine Inch Nails, Cocteau Twins ou Dead Can Dance. Pour Les Inrockuptibles Salem "fusionne hip-hop de plomb, electro blafarde et shoegazing malade et a inventé un genre qui entre en résonance avec son environnement et son époque". En 2009, Salem déclare être inspiré par "l'horreur qui les entoure : le déclin de l'industrie et l'augmentation du taux de chômage". Pitchfork appuie dans ce sens en avançant que ce n'est pas un hasard si leur deuxième album sort à nouveau dans un contexte de crise (épidémie mondiale, troubles sociaux, désastres écologiques...).

Salem est considéré comme étant à l'origine de la witch house,,.

## Utilisation de leur musique
King Night est utilisé en 2010 par la marque Givenchy pour l'ouverture de son défilé ainsi que dans le film Love de Gaspar Noé. 
À noter que ce même titre apparaît dans le court-métrage Tant qu'il nous reste des fusils à pompe de Caroline Poggi et Jonathan Vinel. 
Trapdoor fait partie de la bande-son du film The Place Beyond the Pines. 

## Discographie

### Albums
- 2010 : King Night (Iamsound)

1. King Night
2. Asia
3. Frost
4. Sick
5. Release Da Boar
6. Trapdoor
7. Redlights
8. Hound
9. Traxx
10. Tair
11. Killer
12. Asia
13. Dirt

- 2020 : Fires In Heaven

1. Capulets
2. Fires in Heaven
3. Crisis
4. Sears Tower
5. Starfall
6. Wings
7. Red River
8. Old Gods
9. Braids
10. DieWithMe
11. Not Much of a Life

### EPs
- 2008 : Yes I Smoke Crack (Acéphale)

1. Redlights
2. Snakes
3. Deepburn
4. Dirt

- 2008 : Water (Merok Records)

1. Redlights
2. Water
3. Skullcrush
4. Whenusleep

- 2011 : I'm Still in the Night (Iamsound)

1. I'm Still in the Night
2. Better Off Alone
3. Krawl
4. Baby Ratta

### Singles
- OhK (7", 2009, Big Love Records) édition limitée à 300 copies
- Frost (7", 2009, Audraglint Recordings) édition limitée à 500 copies
- Asia (7", 2010, IAMSOUND Records)

### Mixtapes
- XXJFG
- 2009 : We make it good[19]
- 2010 : Raver stay wif me[20]
- 2010 : I buried my heart inna wounded knee[21]
- 5Min2Live
- Bow down[11]
- Sleep now my one little eye[11]
- On again/Off again
- 2011 : Mother always[22]
- 2020 : Stay down[13]

### Remixes
- Bruce Springsteen - Streets of Philadelphia sous le titre BruStreet[7]
- 2011 : Britney Spears - Till the World Ends[23]
- 2016 : Wolfgang Tillmans - Make it up as you go along[24]